# Anschlag im Juni 2017 in Jerusalem
Bei einem Anschlag im Juni 2017 in Jerusalem wurde eine Grenzpolizistin durch Messerstiche getötet und vier Menschen verletzt. Die drei palästinensischen Terroristen wurden erschossen.

## Ablauf

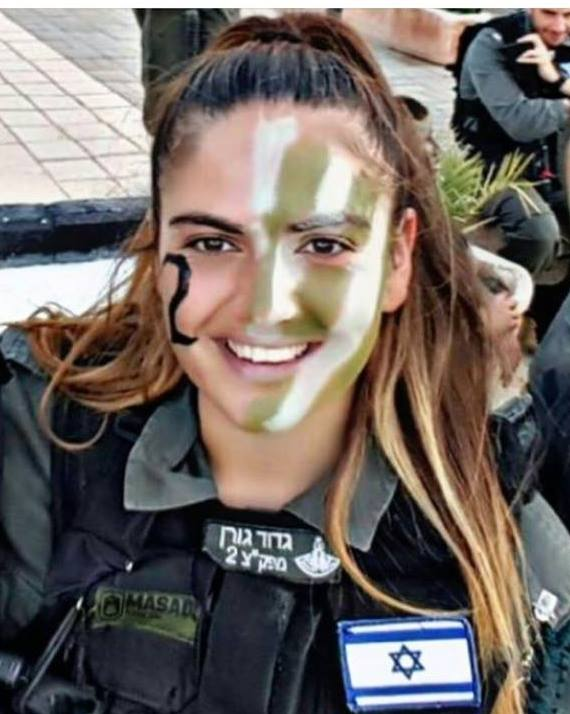
Hadas Malka

Bei einer koordinierten, terroristischen Attacke mit Messern und Schusswaffen in der Altstadt von Jerusalem am Abend des 16. Juni 2017 wurde die 23-jährige Grenzpolizistin Hadas Malka im Dienst von einem palästinensischen Terroristen so schwer verletzt, dass sie kurz darauf im Krankenhaus verstarb. Mindestens vier weitere Personen wurden aufgrund klemmender Schusswaffen nur leicht verletzt, darunter ein Polizist. Die drei Terroristen wurden während ihres Angriffs erschossen. Der Grenzpolizei zufolge bekämpfte die Grenzpolizistin Malka den Angreifer mehrere Sekunden und versuchte, ihre Waffe zu ziehen. Malka und ihre Kollegen waren wegen einer Attacke kurz zuvor durch zwei Angreifer mit Messern und einer Schusswaffe vor Ort.
Die drei 18- bis 19-jährigen Angreifer sollen nach Angaben der islamistischen Terrororganisation Hamas Mitglieder der Volksfront zur Befreiung Palästinas sowie der Hamas gewesen sein. Erstmals nach einem Anschlag in Israel behauptete jedoch auch die Terrororganisation Islamischer Staat, die Angreifer hätten in ihrem Auftrag gehandelt. Israelische Geheimdienste vermuten hingegen eine „lokale Zelle von jungen Männern, die zu keiner Organisation gehören“ hinter dem Anschlag. Alle drei seien bereits zuvor an terroristischen Aktivitäten beteiligt gewesen. Die Palästinensische Autonomiebehörde bezeichnete die Tötung der Angreifer als „Kriegsverbrechen“. Zwischen September 2015 bis Juni 2017 wurden 43 Israelis, zwei amerikanische Touristen und eine britische Studentin bei ähnlichen Attacken ermordet.